# Nicholas Magens

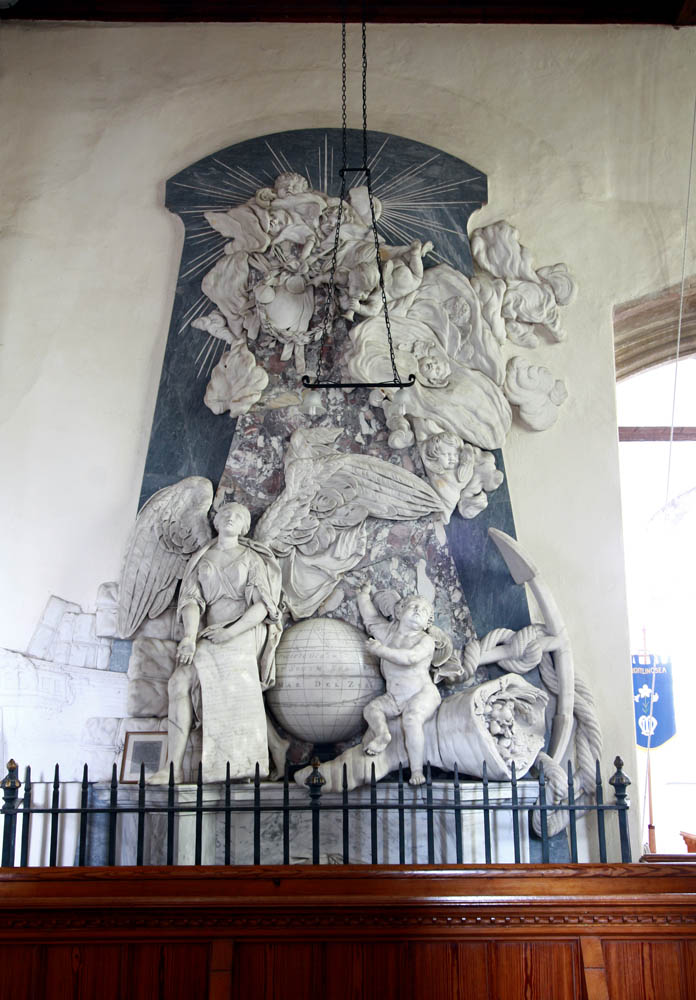
Monumento rococó e epitáfio para Magens na Igreja de Todos os Santos, Brightlingsea, Essex.

Nicolaus Paul Magens (1697 ou 1704–1764) foi um advogado, comerciante na Espanha e de suas colônias na América, e um especialista em seguros de navios, avaria grossa e de empréstimo a risco marítimo, no qual ganhou grande reputação em questões comerciais.

## Biografia
Nicolaus nasceu em Neuendorf bei Elmshorn, no Ducado de Holstein. Por volta de 1725 ele viveu em Cádis e esteve envolvido em fazer negócios na cidade de Veracruz, onde a prata da Nova Espanha podia ser comprada. Em 1737, já estava vivendo em Londres e tornou-se cidadão civil britânico quando casou com Elizabeth Dörrien. Posteriormente, seu irmão mais novo, Wilhelm, administrou os negócios em Cádis.
Em 1741, Magens tornou-se um dos diretores da Royal Exchange Assurance Corporation e recebeu a responsabilidade das negociações de reclamações pelo Senado de Hamburgo. Em 1759, aparantemente foi nomeado pelo Banco da Inglaterra como diretor. Após a Convenção Anglo-Prussiana, ele e George Amyand se envolveram em duas letras de câmbio, para apoiar o Duque de Brunsvique-Volfembutel. Eles colaboraram com Henry Fox, 1º Barão Holland, Paymaster of the Forces, Adrian e Thomas Hope. Em 1763 mudou-se para Brightlingsea, onde comprou duas mansões, que foram herdadas por seu sobrinho Magens Dorrien Magens.

## Obras

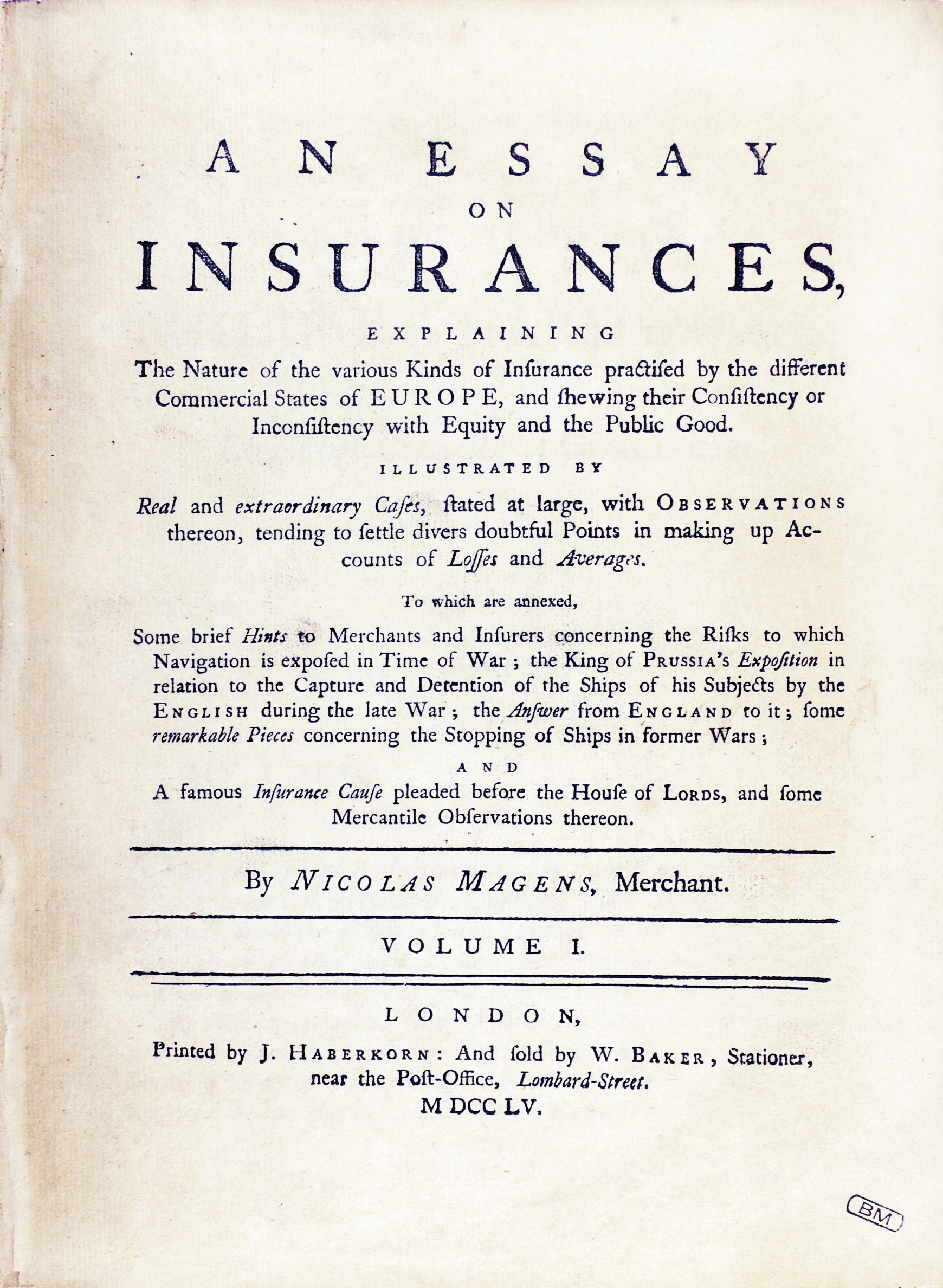
Um ensaio sobre seguros, 1755 (Fundação Mansutti, Milão)

- O Comerciante Universal, Contendo a Razão do Comércio, na Teoria e na Prática; uma Investigação sobre a Natureza e Gênio dos Bancos, seu Poder, Uso, Influência e Eficácia; o Estabelecimento e transações operacionais dos bancos de Londres e Amsterdã, sua capacidade e ..., publicado em 1753, que foi usado por Adam Smith em A riqueza das nações, em relação às estimativas dos metais preciosos importados para a Europa.[8] William Horsley aparenta sido seu editor ou assistente na tradução.[9]
- Um ensaio sobre seguros: explicando a natureza dos vários tipos de seguros praticados pelos diferentes estados comerciais da Europa e mostrando sua consistência ou inconsistência com a equidade e o bem público. Ilustrado por Casos Reais e Extraordinários, Expostos em Geral, com Observações sobre os mesmos, Tendendo a Liquidar Diversos Pontos Duvidos na Apuração de Contas de Perdas e Médias. Aos quais se encontram em anexo, Algumas Breves Indicações aos Comerciantes e Seguradoras sobre os Riscos a que Está Exposta a Navegação em Tempo de Guerra; a exposição do rei da Prússia em relação à captura e detenção dos navios de seus súditos pelos ingleses durante a guerra tardia; a Resposta da Inglaterra para Ele; Algumas peças notáveis sobre a parada de navios em guerras anteriores; e uma famosa causa de seguro pleiteada perante a Câmara dos Lordes, e algumas observações mercantis sobre isso , publicado em 1755, importante obra sobre seguros de navios, fundamental para a indústria de seguros inglesa da época, com a intenção explícita de orientar juízes e legisladores. O primeiro volume descreveu as características gerais das apólices de seguro e uma descrição de 36 “casos notáveis” ilustrando pontos-chave. Muitos desses casos foram decididos em Londres, mas outros foram resolvidos em Hamburgo, Leghorn, Cádis e Lisboa, alguns em tribunais e outros por arbitragem. O segundo volume continha uma tradução para o inglês de todas as ordenanças de seguro estrangeiras.[10]